# Caroline Graham
Caroline Graham (n. 17 iulie 1931, Nuneaton, Warwickshire) este o autoare britanică de romane polițiste.
Ea avea 13 ani când a rămas orfană de mamă fiind crescută de tatăl ei. La 14 ani părăsește băncile școlii și lucrează în diferite fabrici ca muncitoare necalificată. Între anii 1953 - 1955, înainte de a se căsători a fost la marină. După căsătorie promovează dramaturgia, iar prin anii 1970 lucrează ca jurnalistă la radio și televiziune. Din 1977 a început să scrie scenarii și romane polițiste. Pritre romanele ei mai renumite se numără "Die Rätsel von Badger's Drift", "Detective Chief Inspector Barnaby" .  În 1989 i se acordă premiul Macavity , ea fiind considerată o urmașă demnă a compatrioatei sale Agatha Christie. Multe din romanele ei au fost tranpuse pe ecran ca seriale transmise pe postul BBC.

## Romane
- Fire Dance, 1982
- The Envy of the Stranger, 1984
- Murder at Madingley Grange, 1990

Romane cu Inspectorul șef Barnaby
- The Killings at Badger's Drift, 1987
- Death of a Hollow Man, 1989
- Death in Disguise, 1992
- Written in Blood, 1994
- Faithful unto Death, 1996
- A Place of Safety, 1999
- A Ghost in the Machine, 2004